# Bleeke Bet (1934)
Bleeke Bet is een Nederlandse Jordaanfilm uit 1934 onder regie van Alex Benno en Richard Oswald.

## Verhaal
De film speelt zich af in de Jordaan. Bet is de eigenares van een groentewinkel en drijft daarnaast een illegale margarinehandel met huisjesmelker Van Santen. Ze wil haar dochter Jans koppelen aan Hannes, de verliefde zoon van Van Santen. Jans is echter verloofd met Ko, een zeeman die maar weinig indruk weet te maken op Bet. Van Santen belooft haar een aandeel in een van zijn vele goedlopende praktijken, als zij een stokje steekt voor de relatie van haar dochter met Ko en haar overtuigt uit te gaan met Hannes. Jans heeft echter enkel oog voor Ko en is dan ook niet gevoelig voor haar moeders pogingen hem zwart te maken.
Jans spreekt stiekem af met Ko, maar hij wordt vastgehouden op een vergadering en komt niet opdagen. Ze voelt zich gekwetst en verbreekt het contact met hem als Bet en haar nicht liegen dat ze hem hebben gezien in het gezelschap van twee meiden. Huisbewoonster Ka ziet door het plan van Bet heen en probeert Jans tevergeefs te laten inzien wat de waarheid is. Bet dwingt haar dochter in het huwelijk te treden met Hannes. Jans kent Hannes nauwelijks en spreekt nog een laatste keer af met Ko. Ze ontmoeten elkaar 's nachts en leggen hun ruzie bij. De volgende dag vertrekt hij op zee.
Plotseling komt het droevige nieuws dat het schip van Ko is vergaan. Drie maanden later ontvangt Bet een telegram van hem, waarin hij meldt dat hij herstellende is. Ze vraagt Van Santen om advies. Ze komen tot het besluit de inwoners van Jordaan in de waan te laten dat Ko is verdronken, zodat er nog hoop is dat Jans en Hannes zullen trouwen. Niet veel later geeft Jans eindelijk toe aan haar moeders wensen. Ka is razend als ze hoort dat ze met Hannes zal trouwen en laat blijken dat het respectloos is dat ze vlak na Ko's 'overlijden' trouwt met een ander.
Net voor de trouwerij van Jans en Hannes verschijnt Ko terug in de Jordaan. Jans heeft haar bruidsjurk al aan als ze hoort dat Ko nog springlevend is. Ze stort zich onmiddellijk in zijn armen, en een vrolijke hereniging volgt. Bet staat perplex als Ko voor haar neus staat. Als ook het nieuws komt dat Van Santen is gearresteerd voor zijn praktijken, barst ze in tranen uit en kondigt ze aan zichzelf van kant te maken. Tinus weerhoudt haar hiervan. Aan het einde loopt alles goed af. Ko en Jans trouwen met elkaar. Ka krijgt een carrière in de cabaret en stelt haar aanstaande echtgenoot Max voor.

## Rolbezetting
| Acteur                | Personage  |
| --------------------- | ---------- |
| Aaf Bouber            | Bleeke Bet |
| Jopie Koopman         | Jans       |
| Johan Elsensohn       | Tinus      |
| Johannes Heesters     | Ko Monje   |
| Fien de la Mar        | Ka         |
| Sylvain Poons         | Sally      |
| Clara Vischer-Blaaser | Trui       |
| Corry Vonk            | Leentje    |
| Lau Ezerman           | Lucas      |
| Cor Hermus            | Van Santen |
| Jan Lemaire jr.       | Hannes     |
| Jan van Ees           | Max        |

## Achtergrond

### Productie
Bleeke Bet is gebaseerd op het gelijknamige toneelstuk uit 1917. Dit werd geschreven door Herman Bouber, de echtgenoot van Aaf Bouber, die in deze film de titelrol vertolkte. Een zwijgende filmversie werd eerder in 1923 uitgebracht. Beide verfilmingen werden geregisseerd door Alex Benno. Benno besloot de stomme film uit 1923 nogmaals te verfilmen, omdat hij onlangs een groot succes maakte van De Jantjes (1934), een film uit hetzelfde, zogeheten 'Jordaangenre'. Er kwamen enkele wijzigingen ten opzichte van het toneelstuk en de stomme film.
De uit Berlijn gevluchte regisseur Richard Oswald nam de regie ter hand. Oswald zag de film als een 'routineklusje' en begreep niets van het script of de Nederlandse taal. Na de opnamen reisde hij onmiddellijk door naar Engeland; hij woonde de première van Bleeke Bet niet bij.
In de hoop de film uit te brengen in de periode waarin De Jantjes nog vers in het geheugen van het publiek zat, verliep de productie van Bleeke Bet haastig. Hoewel de buitenopnames plaatsvonden op locatie, werd de wijk deels nagebouwd in de Cinetone Studio's. De film speelt zich af in de zomer, maar werd opgenomen in de winter. Volgens actrices waren de buitenopnames zeer zwaar, omdat ze in de ijskou in zomerjurken moesten zingen. Jopie Koopman vertelde dat alle liedjes live werden gezongen en dat er van playbacken geen sprake was, hetgeen de situatie niet bevorderde.

### Ontvangst
De film werd niet het succes dat ervan werd verwacht. Commercieel gezien was Bleeke Bet zeer geliefd: de première vond plaats in het uitverkochte Cinema Royal aan de Nieuwendijk te Amsterdam. Volgens het Nieuw Weekblad voor de Cinematografie viel de film na afloop 'een enthousiaste ontvangst ten deel', gevolgd door een 'grootsche huldiging [..] van alle medewerkende artisten en van de verdere personen die bij de totstandkoming van deze film betrokken waren'. Vooral in Rotterdam was er onder het publiek veel belangstelling voor de film. De exploiteur van het Royal Theater vertelde aan de pers, dat de roulatie van Bleeke Bet de eerste keer in zijn carrière was, dat kassa's om vier uur 's middags al werden gesloten door de besproken uitverkochte voorstellingen.
Echter, de recensenten spraken overwegend neerbuigend over de film. Volgens menig criticus overvleugelden de liedjes het 'dunne verhaal'. Ze beweerden dat het zang te lang duurde en bovendien overbodig was. Ook werd Bleeke Bet omschreven als een 'slap aftreksel van De Jantjes. Filmcriticus L.J. Jordaan schreef: 'Het is werkelijk te bar om herhaalde malen de hele handeling stop te zetten en ons met uitvoerige liederen op te houden.' Tegenwoordig is de film verkrijgbaar op dvd als deel van de collectie Nederlandse Filmklassiekers van het Nederlands Filmmuseum.
Recensent van Het Volk noemde Bleeke Bet beter dan De Jantjes, en ondersteunde dit standpunt door te stellen dat de fotografie beter gelukt was en dat de buitenopnames 'voortreffelijk' waren. Lof ging naar Fien de la Mar, die volgens de recensent een 'groote kunstenares' is, 'die met kop en schouders boven de anderen uitsteekt. Zoals Fientje een liedje weet te brengen, zoo doet niemand het haar na. Zooals deze prachtige actrice vlak na de uitbundigste vreugdeuitbarsting met een enkel gebaar, met een enkelen oogopslag een wereld van melancholie weet op te roepen, zoo kan het geen tweede in Holland.' Ook andere spelers werden geprezen: 'Sylvain Poons, die ook weer in deze film heeft bewezen, welk een uitstekend revue-komiek hij is. Zijn kostelijk gebaar, zijn drooge gijn zouden, zelfs als er geen aparte Felix Bessart-scène met een repeteerend mannenkoor was opgenomen, voor de noodige vroolijkheid gezorgd hebben.' Als laatste werd Johan Heesters genoemd, die een 'sympathiek en een voortreffelijk geluid' heeft.
Ook in een recensie van De Telegraaf wordt gesteld dat Bleeke Bet inhoudelijk zijn voorganger De Jantjes overtreft: 'Het werk is vlotter en prettiger van toon; men mist de dikwijls zoo hinderlijke vulgariteit van De Jantjes en de makers hebben hun weg thans veel beter in de operette-Jordaan gevonden.' Naast waardering voor De la Mar en Poons, werd ook Johan Elsensohn in het zonnetje gezet in de recensie. Hetzelfde was het geval in een recensie van Het Handelsblad, waarin werd geschreven dat Elsensohn 'een acteur van groot formaat' heeft getoond.